# Kachaber Żwania
Kachaber Żwania (ur. 14 sierpnia 1983) – gruziński bokser.

## Życiorys
Zdobył brązowy medal na Mistrzostwach Europy w Boksie w 2006. Uczestniczył w Letnich Igrzyskach Olimpijskich w 2008. Odpadł w pierwszej rundzie przegrywając pojedynek z Demetriusem Andrade.

## Osiągnięcia

### Mistrzostwa Europy w Boksie 2006

#### Boks
| Konkurencja     | 1/8 finału       | Ćwierćfinały     | Półfinały          | Finał            | Pozycja | Źródło |
| Konkurencja     | Przeciwnik Wynik | Przeciwnik Wynik | Przeciwnik Wynik   | Przeciwnik Wynik | Pozycja | Źródło |
| --------------- | ---------------- | ---------------- | ------------------ | ---------------- | ------- | ------ |
| waga półśrednia | Anssi Korhonen W | Roy Sheahan W    | Spas Genov P 26:19 | NQ               | 3.      | [ 1 ]  |

### Letnie Igrzyska Olimpijskie 2008

#### Boks
| Konkurencja     | 1/16 finału         | 1/8 finału       | Ćwierćfinały     | Półfinały        | Finał            | Pozycja | Źródło |
| Konkurencja     | Przeciwnik Wynik    | Przeciwnik Wynik | Przeciwnik Wynik | Przeciwnik Wynik | Przeciwnik Wynik | Pozycja | Źródło |
| --------------- | ------------------- | ---------------- | ---------------- | ---------------- | ---------------- | ------- | ------ |
| waga półśrednia | Demetrius Andrade P | NQ               | NQ               | NQ               | NQ               | 17.     | [ 2 ]  |